# Diego Topa
Diego César Topa (Caseros, 11 de outubro de 1977), também conhecido pelo acrônimo Topa, é um ator, apresentador, cantor e animador infantil argentino.

## Biografia

### Início de vida
Topa cantava, dançava e inventava formas ser engraçado para sua família, e foi nessas ocasiões que descobriu que gostava do ramo musical. Diego trabalhou em programas de horário nobre como as reconhecidas comédias Topa y Muni, além de programas de ficção como Casados con hijos (2005-2006), A Sangue Frio (2004), Montanha Russa (1994-1995) e outros.

### Reconhecimento internacional
Em seguida iniciou sua carreira dentro do canal Disney Junior. Entre 2008 e 2011, apresentou Playhouse Disney, primeiro com Eugenia Molinari e depois com Romina Yan, e posteriormente com Sofia Reca. Mais tarde continuou com The House of Disney Junior, outro sucesso com Muni Seligmann,  que mais tarde chegou ao teatro com reconhecimento indiscutível com os espetáculos: The House of Disney Junior com Topa e Muni, em duas temporadas consecutivas, com uma turnê que percorreu grande parte do país e regiões da América Latina como Chile, Venezuela e Peru.
Na tela grande, foi dublador em filmes como: Chicken Little, Carros e El Arca, bem como nas conhecidas séries da Disney: Handy Manny, Johnny and the Fairies e The Heroes of the City.
No teatro dirigiu peças infantis como: Pulgarcito, Desarmables e El pájaro azul, até produzir seu próprio espetáculo: El show de Topa! (2007), com a qual percorreu todo o território nacional até 2010.
Em junho de 2013, voltou mais uma vez à Avenida Corrientes, de mãos dadas com Disney Junior com seu novo programa de televisão e espetáculo teatral Topa en Junior Express, uma viagem musical, que foi número um para crianças na temporada, e percorreu as mais importantes cidades da Argentina e da América Latina. De sua mão, Joel e Brian Cazeneuve e Hugo Rodríguez foram catapultados diretamente para a fama quando foram convocados para interpretar "Los Rulos" os músicos da série e das turnês na América Latina. No início de 2014, lançou a segunda parcela de Topa no Junior Express , do Disney Junior, apresentando o show ao vivo que teve entregas daquele ano até 2018.
Em 2019, Topa lança um álbum solo; produz e protagoniza um novo espetáculo infantil chamado 'Topa el viajero'. Os videoclipes que emergem do álbum são: El viajero, Latinoamérica, Be as you want, e Magia, no mesmo ano ele com seu show "El Viajero" visitando a América Latina. Em 2020, por meio das mídias digitais, apresentou seu espetáculo natalino "Topa, um Natal Especial" voltado para as crianças latino-americanas. Em 2021, protagonizou a série infantil El Ristorantino de Arnoldo , que foi anunciada inicialmente pelo Disney Junior, porém, o spin off foi posteriormente transmitido no Disney+ . 10.

## Filmografia

### Televisão
| Ano       | Título                               | Personagem/cargo         | Canal                                                                             |
| --------- | ------------------------------------ | ------------------------ | --------------------------------------------------------------------------------- |
| 1996      | Montanha Russa                       | Leandro                  | El Trece - Sampacho TV (Gran Buenos Aires)                                        |
| 2001-2002 | Zapping Zone                         | Apresentador / Ele mesmo | Disney Channel                                                                    |
| 2001      | Disney Planet                        | Apresentador             | Disney Channel                                                                    |
| 2001      | Poné a Francella                     | Vários                   | Telefe                                                                            |
| 2002      | Los Simuladores                      | Exequiel                 | Telefe - Sampacho TV (Latinoamerica)                                              |
| 2003      | Zona Virtual                         | Apresentador             | Magic Kids                                                                        |
| 2004      | Sangre fría                          | Franco Rossi             | Telefe                                                                            |
| 2004-2010 | Playhouse Disney                     | Animador                 | Playhouse Disney Channel                                                          |
| 2005      | Casados con hijos                    | Benito                   | Telefe - Sampacho TV (Gran Buenos Aires)                                          |
| 2005      | Amor mío                             | Doctor Villablanca.      | Telefe                                                                            |
| 2011-2012 | La casa de Disney Junior             | Animador / Topa          | Disney Junior - Discovery Kids - The Cristobal Channel                            |
| 2013-2019 | Junior Express                       | Capitão Topa / Arnoldo   | Disney Junior - Discovery Kids - The Cristobal Channel - Nick Jr. (Mar del Plata) |
| 2014      | Gracias por venir, gracias por estar | Ele mesmo (homenageado)  | Telefe                                                                            |
| 2018      | Si solo si                           | Topa                     | TV Pública                                                                        |
| 2021      | El Ristorantino de Arnoldo           | Arnoldo                  | Disney+ - Sampacho TV (Latinoamerica) - The Cristobal Channel                     |
| 2022      | Canta Conmigo Ahora                  | Jurado invitado          | eltrece                                                                           |

### Cinema
| Ano  | Título                       | Personagem        | Direção              |
| ---- | ---------------------------- | ----------------- | -------------------- |
| 1996 | El dedo en la llaga          | Pablo             | Alberto Lecchi       |
| 1997 | Bajo bandera                 | Anselmi           | Juan José Jussid     |
| 1998 | Fuga de cerebros             | Oveja             | Fernando Musa        |
| 2000 | Rockabilly                   | César             | Sebastian De Caro    |
| 2001 | No muertos                   | Médico Forense    | Alexis Puig          |
| 2001 | Causa efecto                 | Mariano           | Hernán Findling      |
| 2002 | Kiebre                       | Tucho             | Juan José Guerreño   |
| 2003 | El fondo del mar             | Botones           | Damián Szifron       |
| 2004 | Erreway: 4 caminos           | Presentador de TV | Cris Morena          |
| 2004 | Roma                         | Bautista          | Rodolfo Aristarain   |
| 2005 | El arca                      | Palomo Pepe (voz) | Juan Pablo Buscarini |
| 2011 | Hermanitos del fin del mundo | Pato              | Julio Midú           |

### Teatro
| Ano       | Obra                                   | Personagem                  | Teatro                               |
| --------- | -------------------------------------- | --------------------------- | ------------------------------------ |
| 1992-1993 | El tesoro del Pirata Pucho             | Pirata Pucho                | Teatro Colonial                      |
| 1994      | Cosa de chicos                         | Bauti                       | Audit San Isidro, y giras            |
| 1995      | Un ángel llamado Estrella              | Ángel                       | Taetron                              |
| 1997      | Papá querido                           | Luciano                     | (giras nacionales)                   |
| 2003      | Desarmables                            | César                       | Biblioteca San Isidro, y giras       |
| 2004      | Pulgarcito                             | Dady                        |                                      |
| 2005      | El pájaro azul                         | Giovanni                    | Teatro Metropolitan                  |
| 2006-2010 | El show de Topa                        | Ele mesmo                   | Teatro Ópera                         |
| 2011-2012 | La casa de Disney Junior               | Ele mesmo/animador infantil | Teatro Ópera, y gira latinoamericana |
| 2013      | Junior Express                         | Capitão Topa / Arnoldo      | Teatro Ópera, y gira latinoamericana |
| 2014      | Junior Express, ¿a que estación vamos? | Capitão Topa / Arnoldo      | Teatro Ópera y gira nacional.        |
| 2015      | Junior Express, TODOS A BORDO          | Capitão Topa / Arnoldo      | Teatro Ópera y gira latinoamericana  |
| 2015      | Junior Express, en CONCIERTO           | Capitão Topa / Arnoldo      | Teatro Ópera                         |
| 2016      | Junior Express, en VIVO                | Capitão Topa / Arnoldo      | Teatro Ópera                         |
| 2017      | Junior Express, EL GRAN CONCIERTO      | Capitão Topa / Arnoldo      | Teatro Ópera                         |
| 2018      | ViveRo                                 | Artista convidado           | Teatro Gran Rex                      |
| 2019-2020 | El Viajero                             | Diego Topa                  | Gira Latinoamericana                 |
| 2022      | Topa, tu primer concierto              | Ele mesmo/animador infantil | Teatro Nacional                      |

## Discografia
| Ano  | Título                                               | Gravadora      |
| ---- | ---------------------------------------------------- | -------------- |
| 2005 | Topate con Topa                                      | RGS music      |
| 2007 | El show de Topa                                      | RGS music      |
| 2009 | Topa express: as melhores                            | RGS music      |
| 2010 | Lo mejor de playhouse Disney                         | Disney Records |
| 2010 | La casa de playhause Disney cantando con Topa y Muni | Disney Records |
| 2011 | Hermanitos del fin del mundo                         | Buena vista    |
| 2013 | Me muevo por aquí                                    | T Realizações  |
| 2014 | Junior Express                                       | T Realizações  |
| 2015 | Junior Express, un nuevo viaje                       | T Realizações  |
| 2016 | Junior Express, lo que llevas en tu corazón          | T Realizações  |
| 2021 | El viajero                                           | T Realizações  |